# Тетраперхлораталюмінат
Тетраперхлораталюмінати — це солі аніона тетраперхлораталюмінату [Al(ClO4)4]-. Аніон містить алюміній, тетраедрично оточений чотирма перхлоратними групами. Перхлорат утворює з алюмінієм ковалентний зв'язок, але сам він набагато більше відомий як йон — ковалентний зв'язок з алюмінієм спотворює перхлорат і робить його нестійким.

Споріднені сполуки називаються галогеноперхлораталюмінатами, де є одна перхлоратна група наближена до алюмінію і три галогени, такі як хлор (хлорперхлораталюмінати) чи бром (бромперхлораталюмінати).

## Фізичні властивості
Тетраперхлораталюмінати — жовтуваті кристалики. Стійкі при температурах до 50 °C.
При вищих температурах вони розкладаються на гексаперхлорпталюмінати, які більш стійкі до температур.

## Отримання
Нітроній тетраперхлораталюмінат може бути сформований коли такі самі кількості перхлорату нітронію та ангідриду хлориду алюмінію з'єднати в рідкому діоксиді сульфуру.
Амоній тетраперхлораталюмінат можна отримати із трьох молів перхлорату нітронію, одного моля ангідриду хлориду алюмінію і одного моля перхлорату амонію, змішаних у рідкому сульфур діоксиді.